# Cratere Vatea
Vatea è un cratere sulla superficie di Rea.